# 黃因璉
黄因琏（?—?），字东秀，新城县人。清朝政治人物。

## 生平
乾隆六十年（1795年）中进士，官翰林院编修。工法书，早在为诸生时，就得到学使翁方纲赞赏。